# Holger H. Lührig
Holger H. Lührig (* 1. Mai 1942 in Celle) ist ein deutscher Journalist und Gründer sowie Herausgeber des zwd-Politikmagazins, eines bundesweit erscheinenden Monatsmagazins mit den Schwerpunkten der politisch-parlamentarischen Berichterstattung zu den Politikbereichen Frauen, Gleichstellung und Gesellschaft sowie Bildung, Wissenschaft und Kultur. Er publizierte seit 1965 zahlreiche Beiträge in Zeitungen, Rundfunkanstalten und im Fernsehen zu Fragen der Bildungspolitik, Frauen- und Gleichstellungspolitik sowie Gesellschaftspolitik. Seit 1961 ist er Gewerkschaftsmitglied (zunächst IG Druck und Papier, später GEW und heute ver.di), seit 1965 Mitglied der SPD. Als Mitbegründer und seit 2016 Co-Sprecher der Gesellschaft Chancengleichheit (gegründet 1986) engagiert er sich publizistisch für die Gleichstellung von Frauen und Männern sowie für die Chancengleichheit in Bildung, Politik und Gesellschaft.

## Leben
Holger H. Lührig ist als uneheliches Kind der Tochter eines Hamburger HAPAG-Kapitäns nach seiner Geburt zunächst in einem Kinderheim in Celle (Niedersachsen) verblieben. Nach zwei Jahren wurde er unter Auflagen des NS-Regimes dem regimetreuen kinderlosen Ehepaar Gerhard und Anneliese Lührig in Göttingen zur Betreuung übergeben. Adoptieren durften die Eheleute ihn wegen der fehlenden arischen Herkunft erst nach dem Ende des NS-Regimes im Herbst 1945. Er selbst begann nach 1962 nach seinen leiblichen Identität zu recherchieren. Dabei erhielt er Klarheit über seine jüdischen Wurzeln: Er ist der Ur-Enkel des Hamburger Theaterleiters und Begründer des heutigen St.-Pauli-Theaters, Ernst Drucker.
Nach dem Besuch des humanistischen Max-Planck-Gymnasiums in Göttingen (bis Klasse 10) erlernte Holger H. Lührig seinen im Elternhaus geförderten Neigungen zu bildenden Künsten und Design folgend zunächst den Beruf des Schriftsetzers. Lührig entschied sich infolge seiner Politisierung durch die Spiegel-Affäre 1962 für den politischen Journalismus. Nach einer zweijährigen Journalistenausbildung 1964–1966 arbeitete Holger H. Lührig ab 1966 als Redakteur zunächst bei dpa und berichtete danach aus Wiesbaden und Mainz als landespolitischer Korrespondent verschiedener Tageszeitungen. Ab 1967 produzierte er den von ihm gegründeten landespolitischen Informationsdienst „hessenpolitik“ (1967–1968).
1968 übernahm Holger H. Lührig die Leitung der neu gegründeten Pressestelle beim Hauptvorstand der Gewerkschaft Erziehung und Wissenschaft in Frankfurt und wurde dadurch enger Mitarbeiter des im gleichen Jahr neu gewählten GEW-Vorsitzenden Erich Frister. Lührig produzierte mit der Windrose Film- und Fernsehproduktions-GmbH (Geschäftsführer: Peter von Zahn) einen Film mit Interviews mit den damaligen Spitzenkandidaten zur Bundestagswahl 1969 für GEW-Großkundgebungen.
Hauptberuflich arbeitete er ab 1. Mai 1970 in Bonn als bildungspolitischer Korrespondent für Tageszeitungen (u. a. Frankfurter Rundschau, Westfälische Rundschau, Stuttgarter Nachrichten) und betätigte sich als Autor und Kommentator von Rundfunkanstalten (u. a. WDR, NDR, HR, DLF und DW). 1973 erschien das von Lührig herausgegebene Taschenbuch Wirtschaftsriese – Bildungszwerg. Es enthält neben dem Haupttext – seiner inhaltlichen Auseinandersetzung mit der Situation des Bildungswesens in Deutschland im Spiegel der Feststellungen von Gutachtern der OECD – ergänzende Beiträge des GEW-Vorsitzenden Erich Frister (Frankfurt), des Journalisten Horst Speichert (Weinheim) und der Erziehungswissenschaftlerin Barbara Rüster (UdK Berlin).
Lührig wandte sich verstärkt den Jungsozialisten zu und wurde Mitverfasser eines von der Bundesbildungskommission der Jusos in den Jahren 1972/73 erarbeiteten gegenüber der offiziellen Linie der SPD und des damaligen Bundesbildungsministers Klaus von Dohnanyi (1972–1974) kritisch eingestellten bildungspolitischen Strategiepapiers, das 1974 verabschiedet wurde. Ebenfalls im Jahre 1974 produzierte Holger H. Lührig gemeinsam mit den Journalistinnen Sabine Gerbaulet und Luc Jochimsen im Auftrag des Hessischen Rundfunks den am 7. März 1974 (20:15) von der ARD ausgestrahlten Film Schule macht Spaß mit Anstößen zu einem Paradigmenwechsel für die pädagogische Arbeit in deutschen Grundschulen.
Holger H. Lührig war zugleich von 1972 an als Mitbegründer und bis 1975 Geschäftsführer der pädex-Verlags-GmbH, in der die pädagogische Monatszeitschrift päd.extra (erstmals ab Oktober 1973) erschien. Nach Erwerb der Hochschulreife (1974) studierte er als Stipendiat der Hans-Böckler-Stiftung in Bonn Geschichte und Sozialwissenschaften (1. und 2. Staatsexamen).
Lührig engagierte sich ab 1971 in der Kinderladen- und Schülerladen-Bewegung und gründete 1975 in Bonn eine Schülertagesstätte (Kinderhort). Auf seine Initiative hin wurde die Einrichtung als Reformprojekt durch die Bund/Länder-Kommission für Bildungsplanung (BLK) als Modellversuch anerkannt und danach durch das Bundesbildungsministerium und das Land NRW von 1976 bis 1979 als spezieller Beitrag zum Ausbau von Einrichtungen für die ganztägige Erziehung der 6-12-Jährigen gefördert. Durch den von ihm geleiteten Modellversuch wurde erstmals und bundesweit die Zusammenarbeit von Kinderhort und Grundschulen bundesweit in den Mittelpunkt gerückt. Als Vorsitzender der von ihm gegründeten Gesellschaft für Erziehung und Kommunikation selbst machte die ganztägige Erziehung und Betreuung in Grundschulen und Gesamtschulen zum Schwerpunkt seines politischen und publizistischen Wirkens, unter anderem durch einen Bundeskongress zum Thema „Ganztägige Erziehung der 6-12-jährigen im 8. Jahrzehnt“ (1969) sowie durch Herausgabe der GEK-Schriftenreihe zur ganztägigen Erziehung (1978–1984). 1982 bis 1984 entwickelte er im Auftrage der Hans-Böckler-Stiftung Kursmaterialien für die gewerkschaftliche Arbeit zu Ganztags- und Gesamtschulen.
Im Jahre 1985 gründete Lührig mit ideeller Unterstützung maßgeblicher SPD-Politiker die Zweiwochendienst-Verlags-GmbH, in der seitdem der parlamentarisch ausgerichtete Fachinformationsdienst zwd Bildung Wissenschaft Kulturpolitik sowie ab 1986 der Monatsdienst zwd Frauen und Politik erschien. Im Jahre 2001 gründete Lührig ergänzend die zwd-Medien-GmbH als Online-Dienstleister (www.zwd.info).
1990 wechselte er in das neu errichtete Innenministerium Brandenburg und übte bis 2007 verschiedene Leitungspositionen aus. Er war dort zunächst Leiter des Ministerbüros von Innenminister Alwin Ziel (SPD) und dann Leiter des Referats Aus- und Fortbildung. Danach wechselte er in die Kommunalabteilung, wo er als Referatsleiter für Kampfmittelbeseitigung, Konversion, Militärangelegenheiten und Zivile Verteidigung arbeitete. Unter seiner Federführung entstand im Auftrage des brandenburgischen Ministerpräsidenten Manfred Stolpe (SPD) ein Gutachten zur Nachnutzung des ehemaligen sowjetischen Truppenübungsplatzes Wittstock. Dies bewirkte u. a. den Verzicht der Bundeswehr auf die militärische Nachnutzung des Bombodroms. Im Rahmen seiner Tätigkeit in der Kommunalabteilung zeichnete Holger H. Lührig ab 1992 bis 1999 auch für das von ihm initiierte, speziell für Kommunalpolitiker produzierte und landesweit verbreitete Magazin "Brandenburg Kommunal" des Innenministeriums verantwortlich.
2007 schied er altersbedingt aus dem Ministerium aus und übernahm wieder die Leitung der zwd-Mediengruppe, in der die beiden Firmen und seit 2014 die beiden Informationsdienste unter dem Dach "zwd-POLITIKMAGAZIN" zusammengeführt sind.

## Gesellschaft Chancengleichheit

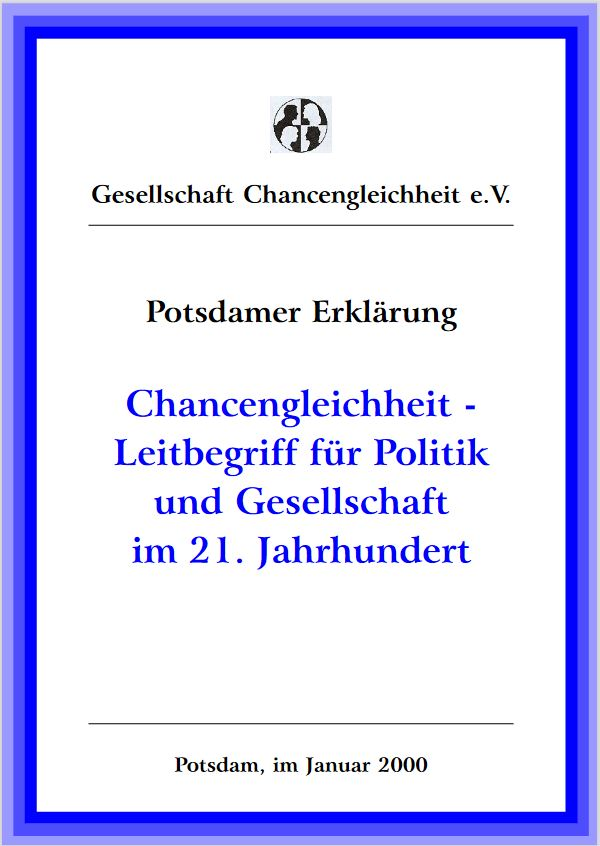
Potsdamer Erklärung "Chancengleichheit – Leitbegriff für Politik und Gesellschaft im 21. Jahrhundert"

Holger Lührig gründete Ende 1986 die Gesellschaft Chancengleichheit als Nachfolgegesellschaft der Gesellschaft für Erziehung und Kommunikation e.V., die seit ihrer Gründung Mitherausgeberin der Zweiwochendienste und des Nachfolgeorgans unter dem Titel zwd-POLITIKMAGAZIN ist.

## Veröffentlichungen
- Holger H. Lührig, Herausgeber, "Wirtschaftsriese – Bildungszwerg", Der Diskussionshintergrund zum Bildungsgesamtplan 1973: Analysen des OECD-Reports", rororo aktuell, Rowohlt Taschenbuch Verlag, Reinbek bei Hamburg 1973, ISBN 3 499 11660 X
- Holger H. Lührig, Georg W. Geist (Hrsg.): Erziehungsarbeit mit 6-12jährigen in Kinderhorten und Ganztagsgrundschulen, Werkstattbericht zur GEK-Bundestagung 1973 der Gesellschaft für Erziehung und Kommunikation e.V. (= GEK-Schriftenreihe ganztägige Erziehung. Band 3). Bundestagung Eltern, Schule, Freizeit; Gesellschaft für Erziehung und Kommunikation, Köln 1980, DNB 810422905.
- Holger H. Lührig, Marion Lührig, Dieter Wunder (HG in Auftrage der Gesellschaft Chancengleichheit e.V.): Potsdamer Manifest „Chancengleichheit – Leitbegriff für Politik und Gesellschaft im 21. Jahrhundert“, Potsdam 2000
- Holger H. Lührig, Marion Lührig, Dr. Ernst Dieter Rossmann (MdB): Lernen und Bildung im Alter – Ein Beitrag zu einem Zukunftsprojekt, Berlin 2009
- Holger H. Lührig, Dr. Dagmar Schlapeit-Beck: E-Reader zur gemeinsamen Fachtagung der Gesellschaft Chancengleichheit e.V. mit der SPD-Bundestagsfraktion "Chancengleichheit 2025" (Berlin 2019)